# Wraking
Wraking is een procedure bij de rechtbank, die bedoeld is om de objectiviteit van een rechter te beoordelen. Het is daarmee een middel ter verzekering van de onafhankelijkheid en onpartijdigheid van de rechter.
Iemand die partij is in een rechtszaak, moet ervan op aan kunnen dat de rechter in die zaak onpartijdig is. Een rechter moet objectief kunnen oordelen. Als er redenen zijn om aan te nemen dat een rechter vooringenomen is, kan degene die daar nadeel van denkt te kunnen ondervinden die rechter wraken. Zo nodig kan daarmee de rechter worden vervangen. Dit is mede ter voorkoming van belangenverstrengeling.
Er is sprake van behandeling van een zaak door een rechter, zodra deze zich met een zaak bezighoudt en dit voor partijen kenbaar is. Ook een rolrechter is een dergelijke rechter.
In België kent men juryrechtspraak. Ook juryleden kunnen gewraakt worden.

## Wraken
Het Nederlandse Wetboek van Burgerlijke Rechtsvordering voorziet in artikel 36 - 41 in zo'n wrakingsprocedure. Daarin wordt beslist of er sprake is van feiten of omstandigheden waardoor de rechterlijke onpartijdigheid schade zou kunnen lijden. Het verzoek tot wraken moet worden gedaan zodra iemand twijfelt of de feiten of omstandigheden m.b.t. de rechter er aanleiding toe geven. Om een besluit van een wrakingskamer van de rechtbank te krijgen is een brief aan de griffier voldoende, waarin met argumenten wordt aangegeven waarom de betreffende rechter moet worden gewraakt. De brief moet zijn ondertekend. Na de aanvang van een rechtszitting kan het verzoek ook mondeling worden gedaan. Het kan namelijk voorkomen dat pas bij het zien van de rechter het besef komt dat deze rechter wellicht niet onpartijdig is. Direct na het verzoek tot wraking wordt de behandeling van de zaak geschorst.
Een rechter van wie wraking is verzocht, kan zelf in de wraking berusten.
Wraking kan niet plaatsvinden nadat er inmiddels een uitspraak is gedaan. 

## Zich verschonen
Elke rechter die zelf voorziet dat zijn of haar onpartijdigheid in het geding kan zijn, dient vooraf al een verzoek in te dienen zich te mogen verschonen. Dat betekent dat de rechter zelf vraagt om een vervanger in de betreffende procedure. In principe moet het verzoek schriftelijk worden gedaan, maar na de aanvang van een terechtzitting kan het ook mondeling. Direct na een verzoek zich te mogen verschonen wordt de behandeling van de zaak geschorst.

## De procedure
Het verzoek tot wraking of verschoning wordt zo spoedig mogelijk ter terechtzitting behandeld door een meervoudige kamer waarin de betreffende rechter geen zitting heeft. De betrokkenen bij de wraking worden in de gelegenheid gesteld te worden gehoord. De meervoudige kamer kan ambtshalve of op verzoek van de verzoeker of de rechter van wie wraking is verzocht, bepalen dat zij niet in elkaars aanwezigheid zullen worden gehoord. De meervoudige kamer beslist zo spoedig mogelijk. De beslissing is gemotiveerd en wordt direct in het openbaar uitgesproken en aan de verzoeker, de andere partijen en de rechter van wie wraking was verzocht, medegedeeld. Tegen de beslissing kan geen bezwaar of beroep worden ingesteld. Wel is het mogelijk de wrakingskamer zelf of een lid daarvan te wraken wanneer men denkt dat deze vooringenomen is.
Het aantal wrakingen is tussen 2005 en 2009 met 88% gestegen. In 2009 is in Nederland 346 maal een verzoek tot wraking ingediend, waarvan er 15 zijn toegewezen.  In 2017 werd 605 keer een wrakingsverzoek bij een rechtbank of hof ingediend, in 2018 was dat 750 keer. In 2018 werd in totaal 20 keer een rechter vervangen, rond de 2,5 procent.

## Werkwijze
Of een rechter dient te worden gewraakt kan worden gecontroleerd door bij de griffie de naam en de voorletters op te vragen van de rechter waarmee zaken moet worden gedaan. Tegenwoordig gaan steeds meer gerechten ertoe over die al op de uitnodiging voor een zitting te vermelden. Vervolgens zijn op www.rechtspraak.nl onder het tabje Registers de nevenfuncties van alle rechters te vinden.

## Internationaal recht
Normaal gesproken zal van een rechter, alleen al uit het feit van de aanstelling, al moeten worden aangenomen dat deze onpartijdig zal zijn. Maar het kan zijn, dat zich uitzonderlijke omstandigheden voordoen, die een zwaarwegende aanwijzing vormen, dat een rechter jegens een procespartij vooringenomen is, althans dat de bij die partij bestaande vrees daarvoor goed verklaarbaar is. Dit weegt mee bij de beoordeling van een beroep op het ontbreken van onpartijdigheid bij de rechter in de zin van artikel 6 lid 1 van het Europees Verdrag voor de Rechten van de Mens (en artikel 14 lid 1 van het Internationaal Verdrag inzake Burgerrechten en Politieke Rechten).